# 蒙希甘杰县
蒙希甘杰（Munshiganj District）为孟加拉国达卡专区辖县，属孟加拉国中南部县份。县境东与库米拉、隔北梅克納河与坚德布尔县相望，南隔博多河与沙里亚德布尔、马达里布尔、福里德布尔县相邻，西与达卡县交界，北与纳拉扬甘杰县相连。全境年平均温度12.7 °C至36 °C，年平均降雨量2,376毫米。县域总面积954.96公里²，总人口1,293,536人（2001）。全县共分置6乡（乌帕齐拉），政府驻达里布尔自治市。